# Theodore E. Burton
Theodore Elijah Burton, född 20 december 1851 i Ashtabula County, Ohio, död 28 oktober 1929 i Washington, D.C., var en amerikansk republikansk politiker. Han representerade delstaten Ohio i båda kamrarna av USA:s kongress, i representanthuset 1889-1891, 1895-1909 samt 1921-1928 och i senaten 1909-1915 samt från 1928 fram till sin död följande år.
Burton utexaminerades 1872 från Oberlin College. Han studerade sedan juridik och inledde 1875 sin karriär som advokat i Cleveland. För första gången blev han invald i representanthuset i kongressvalet 1888. Han kandiderade två år senare utan framgång till omval. Han tackade nej till att kandidera i kongressvalet 1892 men gick med en kandidatur 1894 och vann.
Burton efterträdde 1909 Joseph B. Foraker som senator för Ohio. Han kandiderade inte till omval i senatsvalet 1914 och var sedan verksam inom bankbranschen i New York.
Burton bestämde sig att gå tillbaka till politiken efter första världskriget. Han blev invald i representanthuset i kongressvalet 1920. Han var även verksam som ordförande för American Peace Society. Burton fyllnadsvaldes 1928 till senaten. Han avled följande år i ämbetet och efterträddes av Roscoe C. McCulloch.
Burtons grav finns på Lake View Cemetery i Cleveland.